# Z-Stellung

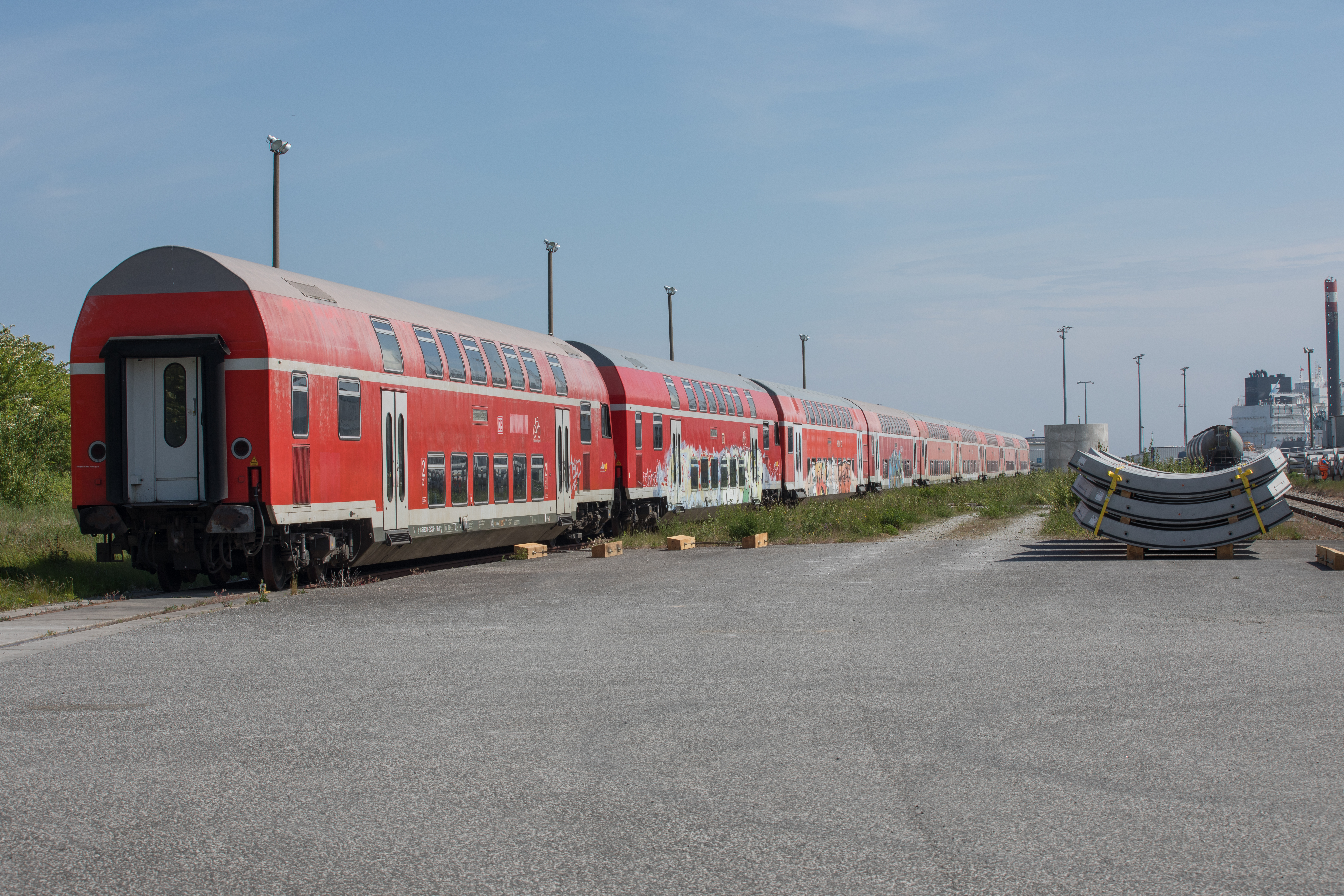
Z-gestellte Doppelstockwagen

Als z-Stellung, auf „Z“ gestellt und damit aus dem Dienst gezogen bzw. z-stellen wurde und wird bei der Deutschen Bahn und deren Vorgängern Deutsche Reichsbahn (1920–1945) und Deutsche Reichsbahn (1945–1993) die Abstellung nicht benötigter Eisenbahnfahrzeuge bezeichnet. Bei der zeitweisen Außerbetriebsetzung von wartungsintensiven Dampflokomotiven bedeutet das beispielsweise, dass diese nicht mehr regelmäßig ausgebessert werden, sondern lediglich als Betriebsreserve dienen.
Mit der einer z-Stellung folgenden Ausmusterung scheidet das Fahrzeug aus dem Bestand aus. Bei bestimmten Betriebszwängen wie etwa der Ölkrise 1973 werden z-gestellte Fahrzeuge wieder in Betrieb genommen. Damals wurden von beiden deutschen Bahnverwaltungen zahlreiche ölgefeuerte Dampflokomotiven abgestellt und durch nach einer Kurzuntersuchung wieder in Betrieb genommene, vorher z-gestellte kohlegefeuerte Lokomotiven ersetzt.
Bereits z-gestellte Lokomotiven werden manchmal noch einer Ausbesserung zugeführt, um als Museumsfahrzeug zu dienen. Für die meisten Lokomotiven der Nachkriegszeit ist das Betriebsbuch erhalten geblieben, das die Stationen der Lokomotive detailliert festhält und auch die Abnahme und z-Stellung umfasst. Andere z-gestellte Fahrzeuge werden verkauft, falls nötig betriebsfähig aufgearbeitet und gehen anschließend in den Betriebsdienst bei einem anderen Eisenbahnverkehrsunternehmen über. Einige Lokomotiven der DB-Baureihe V 200 gelangten so beispielsweise durch Verkäufe in den 1980er Jahren ins europäische Ausland, wo sie noch jahrelang nach der z-Stellung bei der DB im Jahr 1984 ihren Dienst verrichteten.
Alle anderen Fahrzeuge, die nicht mehr in Betrieb genommen werden (können), werden als Ersatzteilspender ausgeschlachtet und anschließend verschrottet. In sehr seltenen Fällen werden die Fahrzeuge auf dem Abstellgleis „vergessen“, oder die Verschrottung unterbleibt, weil sie sich wirtschaftlich (aufgrund zu niedriger Schrottpreise) nicht lohnt. Dann können sich Lost Places bilden, die touristisch sehr interessant sein können, wie der Eisenbahnfriedhof Uyuni.